# 田中武雄 (拓務官僚)

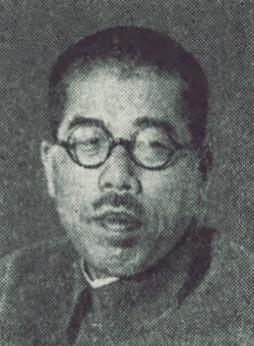
田中武雄

田中 武雄（たなか たけお、明治24年（1891年）1月17日 - 昭和41年（1966年）4月30日）は、日本の官僚。三重県出身。

## 経歴
- 耐久中学卒。
- 1912年7月 明治大学法律学部卒。
- 1914年 長野県警警部補、同警視。
- 1915年 高等文官試験合格
- 朝鮮総督府事務官、咸鏡北道警察部長、警務局警察課長、同保安課長・図書課長、京畿道警察部長、警務局保安課長、総督官房外事課長を歴任[1]。
- 1936年 朝鮮総督府警務局長。9月退官[2]。
- 1938年 新民会監察部次長[2]。
- 1939年 拓務次官。
- 1940年 退官。満洲移住協会常務理事[3]。
- 1942年 朝鮮総督府政務総監[3]。
- 1944年 小磯内閣の内閣書記官長。対満事務局、企画院、軍需省、技術院、総力戦研究所など。
- 1945年 2月10日、貴族院議員に勅選[4]。
- 1946年 2月13日、貴族院議員辞任[5]。公職追放を受ける。
- 1951年 公職追放解除。
- 1953年 第3回参議院議員通常選挙に全国区から改進党公認で立候補したが落選した[6]。墓所は多磨霊園[7]。

## 業績
- 戦前・戦中は警務・軍務関連で活躍。戦後は社団法人「中央日韓協会」会長などを務めた｡